# Baldham
Baldham ist ein Gemeindeteil der Gemeinde Vaterstetten im oberbayerischen Landkreis Ebersberg. 

## Geographie
Baldham befindet sich ca. 18 km östlich der Landeshauptstadt München und 15 km westlich der Kreisstadt Ebersberg. Die Gemeinde Vaterstetten liegt in der Region München am Übergang der Münchner Schotterebene zum Ebersberger Forst.

## Geschichte

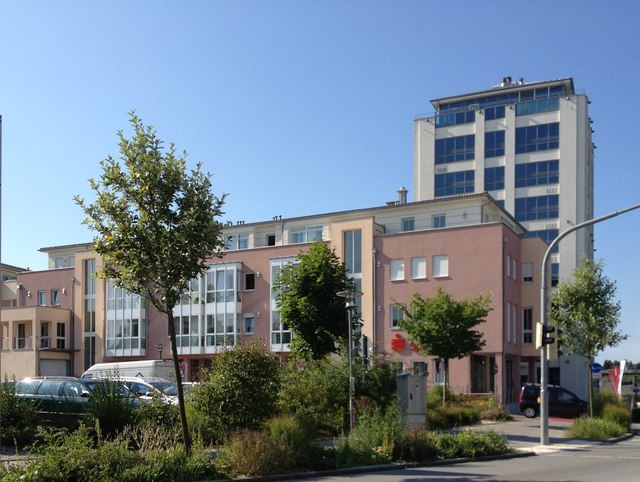
Der 2008 fertiggestellte „Marktplatz“ als neues Baldhamer Ortszentrum

Der ursprüngliche Teil von Baldham ist das bis heute kaum veränderte „Baldham Dorf“. Es hat ungefähr 800 Einwohner, von denen die meisten alteingesessenen Familien angehören. Der Ortsname weist auf eine Gründung im Zeitraum der bajuwarischen Landnahme des 5. bis 7. Jahrhunderts hin (siehe Artikel zu -heim). Der erste Namensteil geht vermutlich auf einen Vornamen wie Balder / Baldur zurück, ist aber nicht sicher zu deuten. In den Bairischen Landtafeln von 1568 sowie in der Karte des Münchner Umlands von de St. Michèl aus dem Jahr 1768 ist die Schreibung Palthaim zu finden, spätere Karten weisen die Schreibweise Paltham auf.
Heute wohnt der Großteil der Bevölkerung im zwei Kilometer entfernten Neubaugebiet rund um die S-Bahn-Haltestelle Baldham, dem früheren Neubaldham. Der Haltepunkt trug stark zur rasanten Einwohnerentwicklung Baldhams bei. Zahlreiche Menschen siedelten sich dort wegen der Kombination aus verkehrsgünstiger Lage in der Nähe der Stadt München, dem Gartenstadtcharakter des Ortes sowie den damals trotzdem vergleichsweise günstigen Mieten an. Dieser große Teil Baldhams ist durchgängig mit Vaterstetten zusammengewachsen.
Die heutige Gemeinde Vaterstetten trug bis zum 2. Mai 1978 den Namen Gemeinde Parsdorf.

## Bildung
| Schultyp    | Name                               | gerundete Schülerzahl |
| ----------- | ---------------------------------- | --------------------- |
| Grundschule | Grundschule an der Brunnenstraße   | 250                   |
| Realschule  | Staatliche Realschule Vaterstetten | 1100                  |
| Gymnasium   | Humboldt-Gymnasium Vaterstetten    | 1500                  |

## Wirtschaft
- Knitter Switch, Firma für elektronische Schalterbauteile

## Verkehr
Baldham liegt an der B 304 und verfügt über eine S-Bahn-Station.
| Linie | Linienverlauf |
| ----- | --- |
| S4    | Geltendorf – Türkenfeld – Grafrath – Schöngeising – Buchenau – Fürstenfeldbruck – Eichenau – Puchheim – Aubing – Leienfelsstraße – Pasing – Laim – Hirschgarten – Donnersbergerbrücke – Hackerbrücke – Hauptbahnhof – Karlsplatz (Stachus) – Marienplatz – Isartor – Rosenheimer Platz – Ostbahnhof – Leuchtenbergring – Berg am Laim – Trudering (– Gronsdorf – Haar – Vaterstetten – Baldham – Zorneding – Eglharting – Kirchseeon – Grafing Bahnhof – Grafing Stadt – Ebersberg) |
| S6    | Tutzing – Feldafing – Possenhofen – Starnberg – Starnberg Nord – Gauting – Stockdorf – Planegg – Gräfelfing – Lochham – Westkreuz – Pasing – Laim – Hirschgarten – Donnersbergerbrücke – Hackerbrücke – Hauptbahnhof – Karlsplatz (Stachus) – Marienplatz – Isartor – Rosenheimer Platz – Ostbahnhof – Leuchtenbergring – Berg am Laim – Trudering – Gronsdorf – Haar – Vaterstetten – Baldham – Zorneding – Eglharting – Kirchseeon – Grafing Bahnhof – Grafing Stadt – Ebersberg  |

Die S-Bahnlinien S4 und S6 verkehren zu Pendlerzeiten im 10-Minuten-Takt in die Innenstadt Münchens (zum Marienplatz ca. 22 Minuten). Baldham ist in den regionalen Nahverkehr über den Münchner Verkehrs- und Tarifverbund (MVV) eingebunden. Das Dorf Baldham verfügt über die Bushaltestelle „Baldham Dorf“.
Baldham verfügt über die fünf MVV-Regionalbuslinien 240V, 451, 452, 465 und 466.
Die nahe gelegenen Autobahnen werden über die Anschlussstellen Haar (A 99) und Parsdorf (A 94) erreicht. Zum Flughafen München sind es ca. 42 km.

## Thorak-Atelier

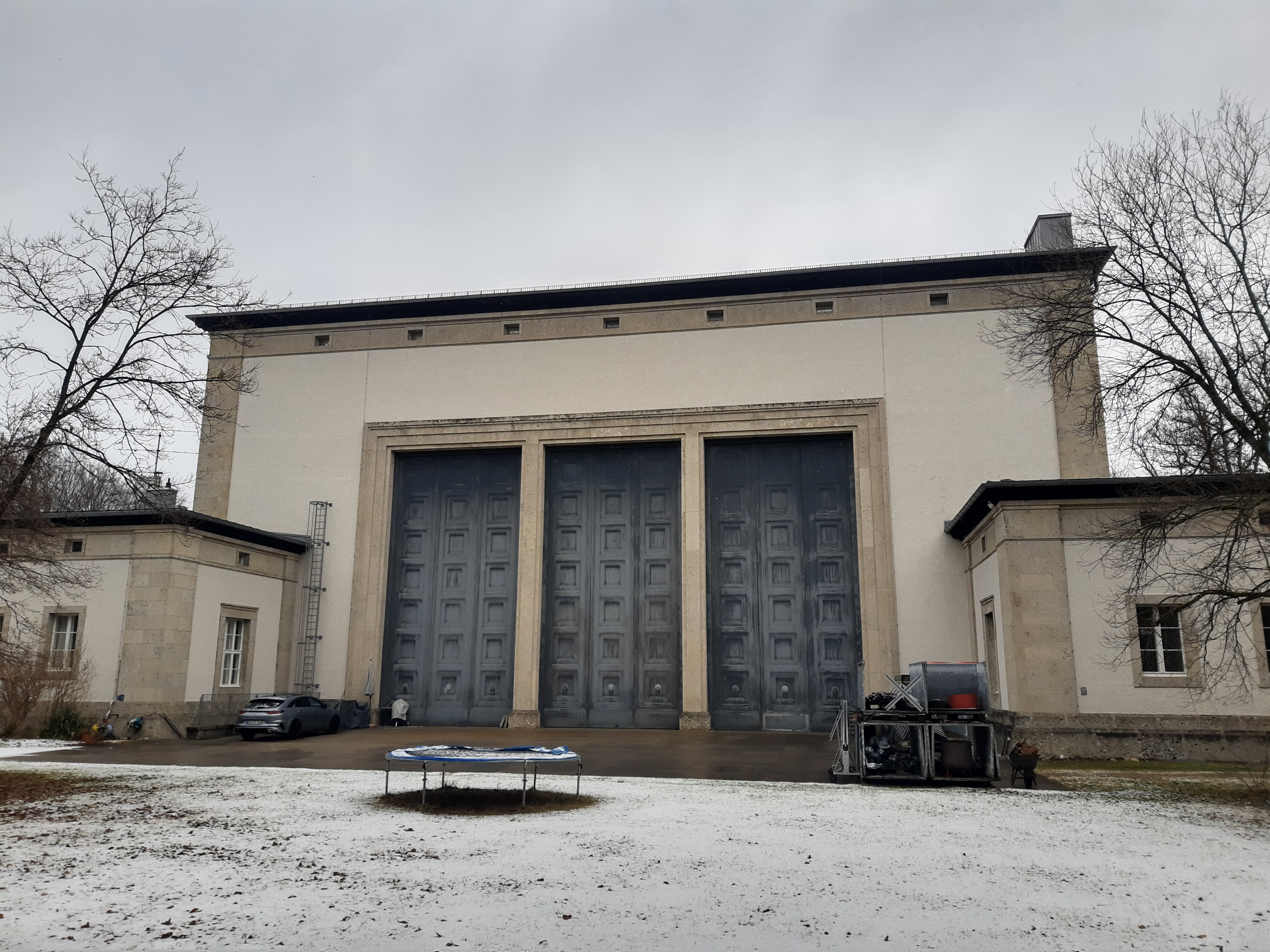
Thorak-Atelier

Die Kolonie Baldham wurde vor Beginn des Zweiten Weltkriegs als Standort für das Atelier von Hitlers Bildhauer Josef Thorak gewählt. Das von Albert Speer zwischen 1938 und 1941 errichtete Gebäude (heute Waldstraße 17) besteht aus einem zentralen Baukörper mit einer Höhe von 18 Meter und einer Grundfläche von 700 m². An der Frontseite öffnen sich drei gewaltige Tore von 11,8 m Höhe, die den Monumentalstatuen Durchgang gewähren sollten. Die drei anderen Seiten des Zentralbaus sind von einem niedrigen Anbau umschlossen.
Am 5. Mai 1945 trafen sich hier die Delegationen der deutschen Heeresgruppe G und der 7. US-Armee, um über die Kapitulation der gut 200.000 deutschen Soldaten in Süddeutschland zu verhandeln. In der Kapitulationsurkunde ist jedoch die Nachbargemeinde Haar als Ort der Unterzeichnung angegeben; der tatsächliche Ort der Unterzeichnung ist bis heute trotz guter Quellenlage nicht unstrittig.
Nach 1945 diente das Gebäude den Amerikanern als Garage und Offizierskasino und bekam wegen Thoraks Pferdeskulpturen den Beinamen „White Horse Inn“. Die Skulpturen hatten die Amerikaner im Park aufgestellt und bei ihrem Abzug 1947 zerschossen. Anschließend war bis 1954 die Baldhamer Waldschule dort untergebracht. Dann nutzte die KG Divina-Film GmbH & Co. (ursprünglich Diana-Film) von Ilse Kubaschewski das Gelände als Divina-Studio Baldham. Von 1963 bis 1983 war das Gebäude Kulissenlager der  Bayerischen Staatsoper.
Im Jahre 1989 übernahm das Denkmalamt das Gebäude als Depot. Es steht unter Denkmalschutz und wird heute von der  Archäologischen Staatssammlung genutzt.

## Vereine
Baldham ist Heimatort des Baseball-Clubs Baldham Boars sowie des Sportclubs SC Baldham-Vaterstetten für Fußball, Tennis und Tischtennis.